# Grunnførfjorden
Grunnførfjorden er en fjord på nordsiden af Austvågøya i Nordland fylke  i Norge. Den vestlige halvdel af fjorden tilhører lofotkommunen Vågan mens den østlige delen ligger i vesterålskommunen Hadsel.
Fjorden går 4 kilometer mod syd-sydøst fra indløbet mellem Basaneset i Hadsel og Delpneset i Vågan. Den er omgivet af fjelde som Delpen (374 moh., Gjervollheia (424 moh.) og Tverrfjellet (577 moh.) i vest og Fjordmannen (810 moh.) i øst. På Vågansiden går den omkring 600 m lange vig  Hopen videre mod syd.
En del af moseområdet ved mundingen i øst, indgår i fuglefredningsområdet Grunnfør.
Fylkesvej 888 (Nordland)| krydser midt i fjorden over en dæmning fra Bulineset til Storholmen, og videre til Langneset. Der er lavet  En 35 meter lang åbning i dæmningen for at vandet skal kunne passere. der er spredt bebyggelse på Hadselsiden mellem bebyggelserne Grunnfør og Grunnførfjorden. I Vågan ligger bebyggelsen Delp.